# Day you laugh
「Day you laugh」（デイ・ユー・ラフ）は、豊永利行のシングル。2015年8月12日にアニプレックスから発売された。

## 概要
2ndシングルにして豊永利行名義初となるアニメ主題歌。表題曲「Day you laugh」は、テレビアニメ『デュラララ!!×2 転』のオープニングテーマに起用された。
作詞作曲については「耳に残りやすい“フレーズ”を緻密に作り、多くの方に刺さるといいなと思っています。“歌詞の意味合い”や“響き”にもいろいろな思いを込めたので、そこも楽しんでいただければと思います」と語る。
カップリング曲「91cm」はデュラララ!!×２ 転 第13.5話「お惚気チャカポコ」EDテーマ。

## 収録曲
（全作詞・作曲：T.Toyonaga）
1. Day you laugh [3:25]
編曲：家原正樹
2. 91cm [5:30]
編曲：家原正樹
3. Day you laugh -instrumental-
4. 91cm -instrumental-
5. Day you laugh -デュラララ!!×２ 転 short version-

DVD（初回限定盤のみ）
1. Day you laugh MUSIC CLIP
2. TVアニメーション「デュラララ!!×２ 転」ノンクレジットオープニング映像
3. Day you laugh Making